# 藤内壁

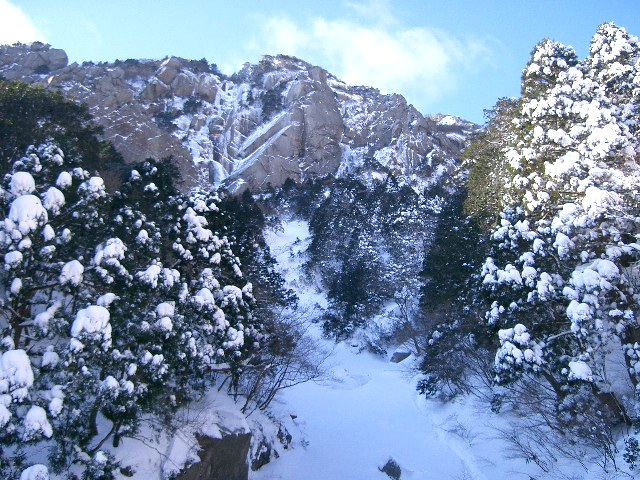
裏道登山道・藤内壁

藤内壁（とうないへき）は、三重県の御在所岳にある岩の壁。岩登り（ロッククライミング）のスポットである。

## 概要
鈴鹿山脈に属する御在所岳の三重県側、裏道登山道から入山し、藤内小屋を経て兎の耳岩を越え、10分ほど登った藤内沢出合に藤内壁への分岐ルートがある。「クライマー以外立入禁止」の立て看板がある。このルートは岩登り初心者が練習のためによく利用するルート（ゲレンデ）ではあるが、岩登りの装備と経験がなければ登れないルートであるため、十分な注意が必要である。

## ルート

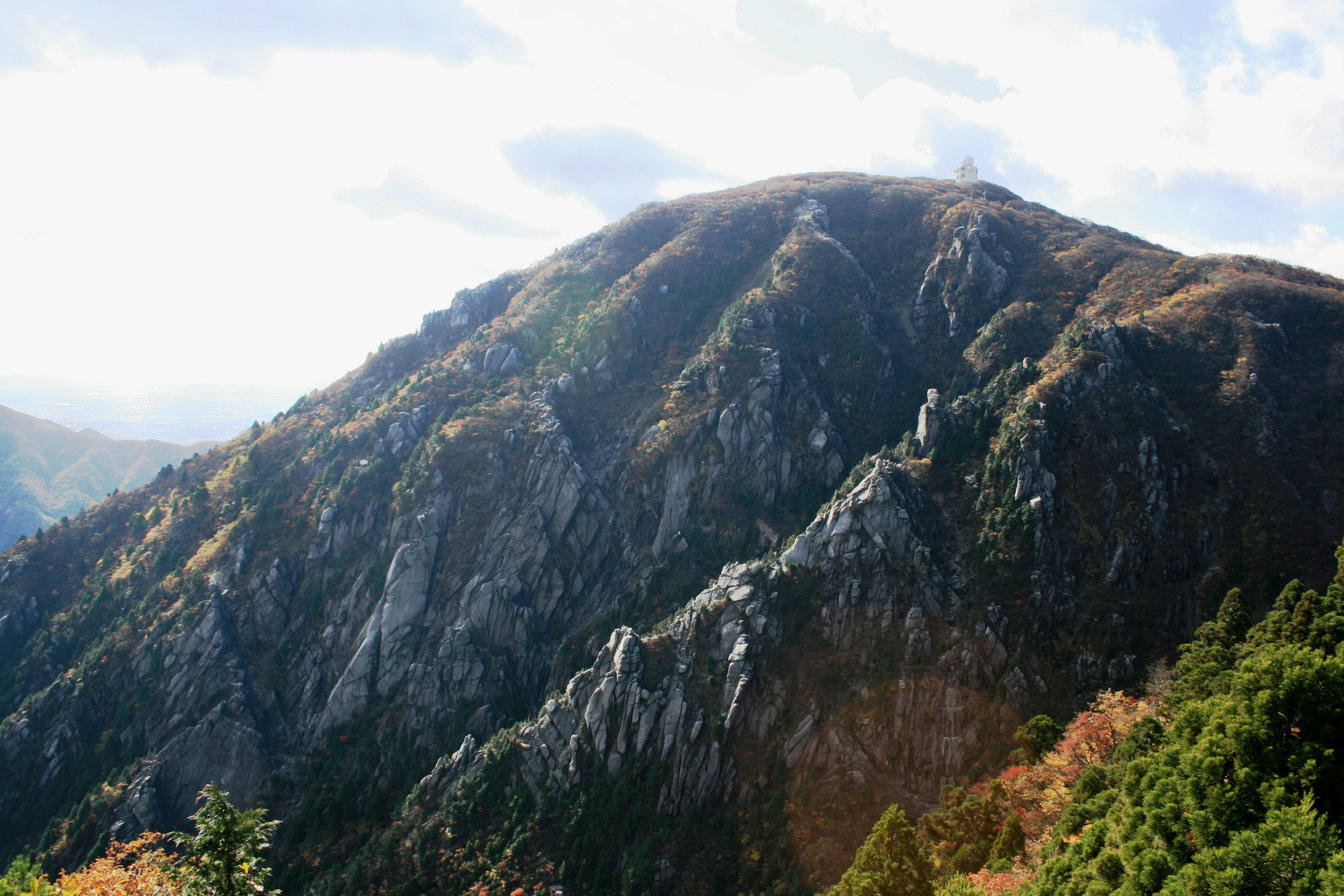
国見尾根から望む藤内壁

- 前尾根
- 中尾根
- 一の壁